# Friedrichsburg (Mannheim)

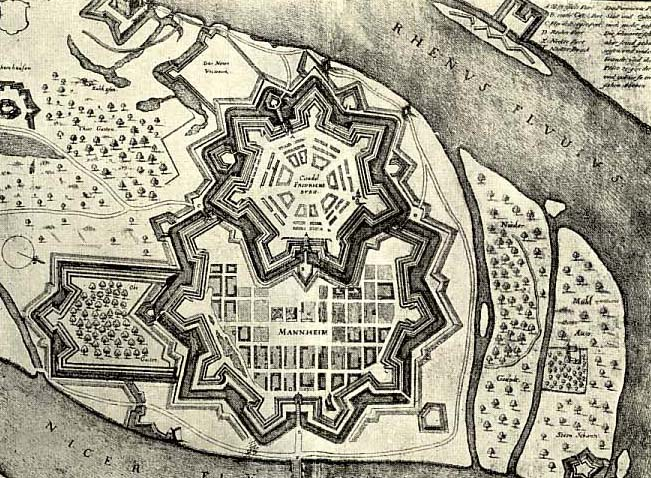
Mannheim, 1620

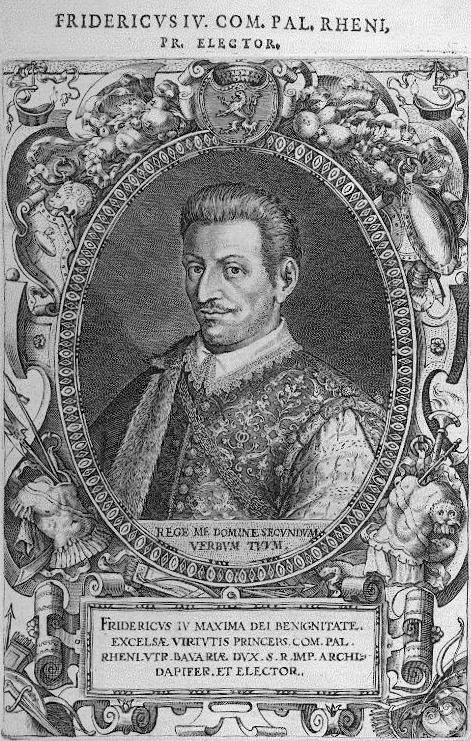
Namensgeber Friedrich IV.

Friedrichsburg war der Name der Festung, die Kurfürst Friedrich IV. von der Pfalz ab dem 17. März 1606 auf der Gemarkung des damaligen Dorfes Mannheim gemeinsam mit der Rheinschanze auf dem anderen Rheinufer anlegen ließ. Die Festung befand sich im Bereich des heutigen Mannheimer Schlosses und des Bereichs der Innenstadt südlich der Mannheimer Planken.

## Geschichte
Der holländische Festungsarchitekt Bartel Janson ließ ab 1606 einen siebenzackigen Bastionsstern errichten. Die mit der Festung verbundene „Bürgerstadt“ Mannheim erhielt am 24. Januar 1607 das Stadtrecht und wurde ebenfalls sternförmig befestigt. Die damalige Planung eines gitterförmigen Straßennetzes für die Stadt ist bis heute als „Quadrate“ erhalten geblieben. In der Zitadelle verliefen die Straßen dagegen strahlenförmig von einem zentral gelegenen Alarmplatz zu den einzelnen Bastionen. Dadurch konnten Soldaten schnell auf gegenüberliegende Punkte verlagert werden. Im Inneren lagen das Zeughaus, Unterkünfte für die Soldaten und die Pulvertürme. Nur ein Stadttor gewährte Zugang zur Festung bzw. zur Stadt.
1622 während des Dreißigjährigen Krieges zerstörte Tilly, Heerführer der katholischen Liga, Stadt und Festung. Bis zum Ende des Dreißigjährigen Krieges (1618–1648) wurde Mannheim noch mehrfach besetzt und verwüstet. Die zerstörte Zitadelle wurde 1664 im Auftrag des Kurfürsten Karl I. Ludwig durch einen einfachen Schlossbau Daniel de la Rousses abgelöst, der aus drei Pavillons mit Verbindungsbauten bestand und den der Kurfürst, neben seiner Residenz Heidelberg und dem Jagdschloss Schwetzingen, häufig bewohnte.
1673 erbaute der seinerzeitige kurpfälzische „Baumeisterei-Adjunktus“ Johann Peter Wachter Kasernen auf dem Festungsgelände. Nach den Zerstörungen 1689 während des Pfälzischen Erbfolgekriegs begann ab 1698 der Wiederaufbau unter Kurfürst Johann Wilhelm. 1709 wurde die Festung Friedrichsburg mit der Stadt Mannheim vereinigt. Ab 1720 entstand das Schloss Mannheim in seiner heutigen barocken Form und wurde von Kurfürst Karl Philipp zur Residenz erhoben.